# 2024年摩爾多瓦總統選舉
2024年摩爾多瓦總統選舉於2024年10月20日進行首輪投票，時任總統瑪雅·桑杜雖在首輪投票中以42%得票率領先由摩爾多瓦共和國社會主義者黨提名的前总检察长亞歷山大·斯托亞諾格洛等人，但因得票未過半而須在11月3日進行次輪投票。
《衛報》將此次選舉稱為該國親歐以及親俄的選擇，瑪雅·桑杜親歐而亞歷山大·斯托亞諾格洛親俄。其他親俄候選人包括雷纳托·乌萨特伊、伊里娜·弗拉赫、维多利亚·富尔图讷（Victoria Furtună）與瓦西里·塔爾列夫；親歐候選人則有扬·基库與奥克塔维安·蒂库。
此次總統首輪選舉與加入歐盟修憲公投在同一天進行，該公投最終以「同意」佔微弱多數通過。這被視為親歐總統瑪雅·桑杜的勝利，但她仍指控俄羅斯介入並操控此次選舉，包括賄選、散播假訊息等。
次輪選舉中，時任總統瑪雅·桑杜以約55％得票率當選。

## 選制
2024年4月17日，摩尔多瓦议会議長伊戈爾·格羅蘇宣布将于10月20日举行总统选举和加入欧盟的修憲公投。 该决定在5月16日获摩尔多瓦议会批准。 

### 候選人資格
摩爾多瓦憲法第78条第2款规定总统候选人必须满足四个条件：摩尔多瓦公民身份、年龄40岁以上、在摩尔多瓦居住至少10年、能说摩尔多瓦官方语言。而宪法第 80 条规定總統連選得連任一屆。 

### 程序
候选人可以由政党或选举联盟提名，也可以以独立候选人身份参选。他们必须从摩尔多瓦至少一半的二级行政区收集到至少15,000位选民連署，而每个行政区至少有600位选民連署。 只有投票率达到或等于 33.33% 时，选举结果才有效。 選舉採兩輪選舉制，首輪選舉中获得過半票數的候选人將直接當選。若無人獲得過半票數，則在首輪選舉兩周後將舉行次輪選舉，由首輪選舉中得票數前二多者決選，获得最多选票的候选人即當選。

## 候選人
8月21日至31日期间，摩尔多瓦中央选举委员会(CEC) 收到了23份支持19名候选人的倡议团体登记申请，其中13份申请被接受。 其中两个倡议团体未能让他们的候选人登记参选。

## 選舉結果

### 首輪選舉

首輪投票瑪雅·桑杜的得票率
70–80%
50–60%
40–50%
30–40%
20–30%
10–20%
0–10%

首輪投票亞歷山大·斯托亞諾格洛的得票率
40–50%
30–40%
20–30%
10–20%
0–10%

瑪雅·桑杜和亞歷山大·斯托亞諾格洛在首輪投票中进入决选，桑杜以约42%的得票率赢得第一轮选举。  他在海外僑民選區獲得逾7成的選票。相比之下，她在加告兹自治区和保加利亚人占多数的塔拉克利亞區的成绩最差，分别只获得了2.26%和4.44%的选票。
与此同时，生於加告兹的斯托亞諾格洛在該地取得了最好的成绩，得票率略低于50%。除了加告兹，他在北部地区和塔拉克利亚也取得了不俗的成绩。

### 次輪選舉
瑪雅·桑杜以約55%得票率擊敗亞歷山大·斯托亞諾格洛。亞歷山大·斯托亞諾格洛在摩爾多瓦境內領先，尤在聶斯特河沿岸、加告兹自治区及塔拉克利亞區表現不俗。瑪雅·桑杜則在都市地區獲勝且獲得海外僑民的壓倒性支持。
| 候選人 | 政黨                                              | 首輪得票  | %     | 次輪得票  | %     |
| --- | ------------------------------------------------- | --------- | ----- | --------- | ----- |
| 瑪亞·桑杜 | 無黨籍（行动和团结党）                            | 656,852   | 42.49 | 929,964   | 55.33 |
| 亞歷山大·斯托亞諾格洛 | 無黨籍（摩爾多瓦共和國社會主義者黨）              | 401,215   | 25.95 | 750,644   | 44.67 |
| 雷纳托·乌萨特伊 | 我們黨                                            | 213,169   | 13.79 | 淘汰      | 淘汰  |
| 伊里娜·弗拉赫 | 無黨籍                                            | 83,193    | 5.38  | 淘汰      | 淘汰  |
| 维多利亚·富尔图讷（Victoria Furtună）                                                                                          | 無黨籍                                            | 68,778    | 4.45  | 淘汰      | 淘汰  |
| 瓦西里·塔爾列夫 | Future of Moldova Party、摩尔多瓦共和国共产党人党 | 49,316    | 3.19  | 淘汰      | 淘汰  |
| 扬·基库 | Party of Development and Consolidation of Moldova | 31,797    | 2.06  | 淘汰      | 淘汰  |
| 奥克塔维安·蒂库 | Blocul „Împreună”                                 | 14,326    | 0.93  | 淘汰      | 淘汰  |
| 安德烈·纳斯塔塞 | 無黨籍                                            | 9,946     | 0.64  | 淘汰      | 淘汰  |
| 纳塔利娅·莫拉里 | 無黨籍                                            | 9,444     | 0.61  | 淘汰      | 淘汰  |
| 图尔多·乌里扬诺夫斯基 | 無黨籍                                            | 7,995     | 0.52  | 淘汰      | 淘汰  |
| 有效票數 | 有效票數                                          | 1,546,031 | 98.82 | 1,680,608 | 98.86 |
| 無效票數 | 無效票數                                          | 18,464    | 1.18  | 19,337    | 1.14  |
| 總票數 | 總票數                                            | 1,564,495 | 100   | 1,699,945 | 100   |
| 已登記選民／投票率 | 已登記選民／投票率                                | 3,023,506 | 51.74 | 3,128,349 | 54.34 |
| 來源：Central Electoral Commission （页面存档备份，存于）（首輪）、Central Electoral Commission （页面存档备份，存于）（次輪） |                                                   |           |       |           |       |

## 后果
瑪雅·桑杜将首轮选举和公投的结果归咎于外国干涉，并将其描述为“对民主的前所未有的攻击”。她也稱政府有证据表明，有15万张选票遭到操控。欧盟也表示，这两次選舉是在俄罗斯及其代理人前所未有的干涉和恐吓下进行。 美国指出，俄罗斯试图“破坏摩尔多瓦的选举及其欧洲一体化进程”。克里姆林宫对此谴责摩尔多瓦的投票“不自由”，並对桑杜和欧盟公投支持票数增加的“难以解释”现象表示怀疑，并要求拿出证据证明干预選舉。 
國家安全顧問稱，俄羅斯動員選民投票，而部份海外投票所被炸彈攻擊威脅。400名摩尔多瓦選民因涉嫌收賄而在公投中投下“反对”并在总统选举中投票给某候选人而受到调查。被判有罪的人将被罚款37,000摩爾多瓦列伊（超过1,900 欧元）。